# Chino vernáculo
El chino vernáculo o baihua (en chino simplificado, 白话; pinyin, báihuà; literalmente, ‘habla clara’) es la forma de chino escrito basado en la forma oral, en oposición al chino clásico (en chino, 文言; pinyin, wényán), que era el lenguaje escrito de China Imperial hasta la Revolución china de 1911. Su adopción significó una aproximación a la lengua que la gente hablaba en la calle, el de la vida cotidiana. Junto a este estilo también se adoptaron innovaciones como la puntuación y las números arábigos por influencia de las lenguas occidentales. El paso del chino clásico al vernáculo fue un goteo de centenares de años pero su eclosión se producirá a partir de la segunda mitad del siglo XX. Por eso se habla de que existe un baihua “tradicional” y un baihua “moderno”. Principalmente el chino vernáculo se basaba en el mandarín, aunque a partir del siglo XX se desarrolló una escritura vernácula del cantonés (en Hong Kong) y en menor medida del taiwanés. 
A partir de los años 20 el chino literario dejó paso definitivamente al vernáculo que es el estilo de escritura utilizado hoy en China. Esto fue fruto de los aires modernizadores de los intelectuales de finales de siglo XIX y comienzos del XX. La mayoría de los diarios, libros y publicaciones de la Administración y textos legales estaban escritos en chino vernáculo. El gobierno lo impuso en las escuelas primarias (mientras en las universidades tardó más).
Según el registro que se le quiera dar a un escrito se puede conseguir que se asimile al chino clásico (sería el equivalente a usar vocabulario arcaico o frases en latín).
Durante la dinastía Zhou (1046–256 a. C.), el chino arcaico era el que se usaba tanto en la lengua escrita como hablada. A partir de la dinastía Ming y de la dinastía Qin el chino escrito empieza a evolucionar y a diferenciarse cada vez más del chino hablado. Con el tiempo, el chino clásico y el chino vernáculo se van distanciando tanto que la lengua oficial cada vez era más difícil para el pueblo y la lengua vernácula ya no se limitará a ser oral, también se usará en textos escritos. Aunque existen multitud de obras antiguas escritas en chino vernáculo, véase las cuatro novelas clásicas chinas, la novela se consideraba un género inferior y quienes escribían en baihua no tenían el prestigio de los eruditos que se expresaban en la lengua de Confucio.
Se considera Jin Shengtan como el pionero de la literatura en estilo vernáculo. Pero su difusión se inició con el Movimiento del Cuatro de Mayo, un movimiento nacional antimonárquico de 1919. El escritor Lu Xun, el fundador del Partido Comunista Chen Duxiu y otros intelectuales hicieron que el baihua fuera ganando terreno, considerando el wényán elitista, una reliquia del pasado.
Los reformistas no formaban un grupo monolítico, se dividían entre los favorables a los cambios graduales y los partidarios de los cambios radicales (como abandonar los caracteres chinos para imponer el alfabeto latino).
A pesar de todo, el chino literario todavía se enseña en China continental, en Taiwán (donde es muy popular), Hong Kong y Macao, además de sobrevivir en muchos giros de la lengua escrita académica y en periódicos.

## Características
Algunas características del chino vernacular son:
- Bisilabismo, por ejemplo: taiyang 太陽 en vez del clásico ri 日 "sol" o yanjing 眼睛 en vez de mu 目 "ojo"[1]
- Uso imprescindible de clasificadores numerales. Por ejemplo: yi liang che 一輛車, en vez del clásico yi che 一車 "un carro" [1]

## Comparación
Ejemplo del principio de la Doctrina de la medianía de Zisi, uno de los cuatro libros confucianos. Bajo el texto chino, figura el pinyin que refleja la pronunciación moderna, totalmente diferente a como se pronunciaba cuando se escribió en la dinastía Zhou.
| Chino clásico (trad.)             | Chino vernáculo (simp.)                                                    | Traducción aproximada                                   |
| --------------------------------- | -------------------------------------------------------------------------- | ------------------------------------------------------- |
| 天命之謂性 Tiān mìng zhī wèi xìng | 人的自然禀赋叫做“性”， Rén de zìrán bǐngfù jiàozuò “xìng”,                 | Lo que el Cielo confiere se llama "naturaleza".         |
| 率性之謂道 shuài xìng zhī wèi dào | 顺着本性行事叫做“道”， shùnzhe běnxìng xíngshì jiàozuò “dào”,              | Seguir (esta) naturaleza se llama el "Camino" (el Dao). |
| 修道之謂教 xiū dào zhī wèi jiào   | 按照“道”的原则修养叫做“教”。 ànzhào “dào” de yuánzé xiūyǎng jiàozuò “jiào” | Cultivar el Camino se llama “educación.”                |